# Władysław Marek Cianciara
Władysław Marek Cianciara (ur. 25 kwietnia 1924 w Łodzi, zm. 12 grudnia 1982 tamże) – uczestnik walk niepodległościowych, żołnierz Armii Krajowej (AK), turysta i krajoznawca, działacz Polskiego Towarzystwa Turystyczno-Krajoznawczego (PTTK).

## Nauka, życie i walka podczas wojny oraz praca
Ukończył w Łodzi szkołę powszechną, zawodu nie zdobył. Podczas II wojny światowej, w roku 1940, został przez hitlerowskich okupantów wraz z rodziną wysiedlony do Szczyrzyc w okolicach Limanowej, w roku następnym przeniósł się z nią do Kamienicy Polskiej nieopodal Częstochowy, gdzie pracował jako robotnik w gospodarstwie rolnym. W 1941 nawiązał kontakt z organizacją podziemną Wolność, Równość, Niepodległość – Polska Partia Socjalistyczna (WRN-PPS).
W 1944 po aresztowaniu jednego z członków organizacji w obawie przed wpadką musiał się ukryć, przedostał się do Generalnego Gubernatorstwa i walczył w plutonie partyzanckim wchodzącym w skład baonu "Tygrys" 74 pp 7 DP AK. "As" to jego partyzancki pseudonim.
Do Łodzi wrócił w lutym 1945. Po uzyskaniu matury w 1946 podjął studia w Szkole Głównej Handlowej w Warszawie Oddział w Łodzi (późniejsza Wyższa Szkoła Ekonomiczna w Łodzi) kończąc je w 1949.
Pracował jako główny księgowy w różnych łódzkich przedsiębiorstwach.  
W 1964 uzyskał uprawnienia dyplomowanego biegłego księgowego w zakresie budownictwa.

## Działalność społeczna w PTTK
Do Polskiego Towarzystwa Turystyczno-Krajoznawczego (PTTK) wstąpił w 1956. Uzyskał uprawnienia kadrowe przodownika GOT, przodownika Turystyki Pieszej Regionu Świętokrzyskiego, zdobył Dużą Złotą Odznakę GOT oraz małą złotą odznakę OTP i TOK. 
W latach 1957–1960 był członkiem Zarządu Okręgu Łódzkiego PTTK, także Zarządu Oddziału Łódzkiego PTTK im. Jana Czeraszkiewicza.

## Odznaczenia
- Krzyż Grunwaldzki,
- Medal Zwycięstwa i Wolności 1945,
- Krzyż Partyzancki
- Medal Wojska po raz 1,2,3 i 4 (Londyn),
- Krzyż Armii Krajowej,
- Honorowa Odznaka Żołnierza Armii Krajowej Korpusu "Jodła".

## Informacja biograficzna
Słownik biograficzny łódzkich działaczy krajoznawstwa i turystyki część II, praca zbiorowa, Polskie Towarzystwo Turystyczno-Krajoznawcze Zarząd Oddziału im. Jana Czeraszkiewicza w Łodzi, Komisja Historii i Tradycji, Łódź 1996